# Hecatostylon
Hecatostylon eller Hecatostylum (av klassisk grekiska: ἑκατόν, ”hundra”, och στύλος, ”kolonn”, ”pelare”) var en portik med etthundra kolonner och utgjorde en del av Pompejus portik på södra Marsfältet i antikens Rom.
Hecatostylon hette ursprungligen Porticus Lentulorum och uppfördes i mitten av första århundradet före Kristus. Portiken tros ha byggts på initiativ av Publius Cornelius Lentulus Spinther (konsul år 57 f.Kr.) eller Lucius Cornelius Lentulus Crus (konsul år 49 f.Kr.).
Hecatostylon förstördes i en eldsvåda år 247 e.Kr.